# Brian Gibson (réalisateur)
Pour les articles homonymes, voir Brian Gibson et Gibson.
Brian Gibson est un réalisateur britannique, né le 22 septembre 1944 à Reading et mort le 4 janvier 2004 de la maladie de sarcome d'Ewing (tumeur des os) à Londres à l'âge de 59 ans.
Il fut marié de 1990 à 1992 à l'actrice Lynn Whitfield.

## Filmographie
- 1976 : The Billion Dollar Bubble
- 1976 : Where Adam Stood (TV)
- 1979 : Screenplay (série TV)
- 1979 : Gossip from the Forest (TV)
- 1979 : Blue Remembered Hills (TV)
- 1980 : Breaking Glass
- 1983 : Kilroy was here
- 1986 : Poltergeist 2 (Poltergeist II: The Other Side)
- 1989 : Murderers Among Us: The Simon Wiesenthal Story (TV)
- 1990 : Drug Wars: The Camarena Story (feuilleton TV)
- 1991 : The Josephine Baker Story (TV)
- 1993 : Tina (What's Love Got to Do with It)
- 1996 : La Jurée (The Juror)
- 1998 : Still Crazy : De retour pour mettre le feu (Still Crazy)